# Старый замок (Штутгарт)
Старый замок (нем. Altes Schloss) — резиденция правителей Вюртембергского дома в центре Штутгарта, Германия.
Первое крепостное сооружение было построено уже в 950 году, с XIV века крепость стала резиденцией графов Вюртембергских. При герцогах Кристофе и Людвиге в 1553—1578 годах сооружение было перестроено в замок.
Во время Второй мировой войны замок был значительно разрушен, реставрационные работы проходили до 1971 года. Сегодня в замке располагается Вюртембергский музей.